# Rebelde (telenovela brasileira, 2.ª temporada)
A 2.ª e última temporada da telenovela brasileira Rebelde foi exibida entre 13 de março e 12 de outubro de 2012. Recentemente, com o anúncio do fim da banda Rebeldes, esta mesma cogitação foi confirmada pela RecordTV, pois anunciou um teaser dos últimos capítulos com as imagens da 1ª e 2ª temporadas da trama. No início se cogitava transformar Rebelde em uma Malhação com mudança de elenco ao longo das temporadas, o que foi descartado..

## Elenco
Ocorreu a saída de Rocco Pitanga (Lupi) e Andréa Avancini (Luli), assim como a da secretária apaixonada, Helena, interpretada por Nanda Ziegler. O italiano Genaro (Edwin Luisi) e sua namorada, Teresa (Cristina Mullins) também estão fora da trama. Saíram também, Débora (Lisandra Parede) e os alunos Paulo, Saulo, Júlio, Luisa, Beto, Soraia e Lia. Está prevista ainda a entrada de novos personagens, como o casal de gêmeos malvados, Miguel (Thiago Amaral) e Lucy Zimer (Ully Lages).
Os personagens presentes na nova temporada são: Vinícius (Antônio Jorge), rico, fala pouco, faz grande amizade com Murilo (Diego Montez) e, Penélope (Rafaela Ferreira), uma gordinha feliz consigo mesma, que almeja ser uma design de roupas e não vai poupar esforços para conquistar Tomás (Chay Suede) e que depois se interessa por João (Michel Gomes). Tem ainda Tatiana (Marina Riguera), irmã de Débora (Lisandra Parede), vai mexer com as relações entre Marcelo (Augusto Garcia), Vicente (Eduardo Pires), Becky (Lana Rodes) e Cris (Verônica Debom).
Entram ainda no elenco Dr. Jorge Campos (Osvaldo Romano), advogado que será responsável por tirar Beth (Cláudia Lira) da cadeia; Bernardo (Rodrigo Dorado), amigo de Pedro desde os tempos de Saquarema e bolsista; Murilo (Diego Montez), filhinho de papai cujo interesse amoroso é Maria (Jhulie Campello); o filho de Artur (Daniel Erthal) na adolescência, de nome Arthur Paz Filho (João Victor Granja); Solange, ex-namorada de Murilo que vem para artormentar Maria, e Tadeu (Paulo Leal), um professor de teatro amigo de Vicente e que vai mexer novamente com o sexteto amoroso composto por Vicente, Becky, Artur, Marcelo, Cris e Tatiana.
O restante do elenco, incluindo o elenco de apoio como Maria (Jhulie Campello), Juju (Juliana Rolim) e Duda (Mariana Cysne), e os protagonistas da telenovela, Sophia Abrahão, Micael Borges, Chay Suede, Mel Fronckowiak, Lua Blanco e Arthur Aguiar permanecem no elenco.
A Record, preocupada com a audiência abaixo da média desejada da 2ª temporada, resolveu convidar os integrantes e principais atores da versão mexicana de Rebelde e da banda RBD. A primeira participação foi de Dulce Maria que interpretava "Roberta Pardo" na versão original mexicana, com a esperança de elevar a audiência da trama. As cenas em que Dulce Maria participou foram ao ar na segunda semana de agosto. A Emissora, pretendia convidar outros integrantes para fazer outras participações especiais.
Mas a produção da novela cancelou toda a continuidade, encerrando assim a novela no dia 12 de outubro de 2012.